# Saint-Pierre-sur-Dives
Saint-Pierre-sur-Dives is een plaats en voormalige gemeente in het Franse departement Calvados in de regio Normandië en telt 3701 inwoners (2004). De plaats maakt deel uit van het arrondissement Lisieux.

## Geschiedenis
Saint-Pierre-sur-Dives was de hoofdplaats van het gelijknamige kanton tot dit op 22 maart 2015 werd opgeheven en de gemeenten werden opgenomen in het kanton Livarot. Op 1 januari 2017 fuseerde de gemeente met overige gemeenten van het voormalige kanton tot de commune nouvelle Saint-Pierre-en-Auge, waarvan Saint-Pierre-sur-Dives de hoofdplaats werd.

## Geografie
Saint-Pierre-sur-Dives ligt aan de Dives. De oppervlakte van Saint-Pierre-sur-Dives bedraagt 9,7 km², de bevolkingsdichtheid is 381,5 inwoners per km².
De onderstaande kaart toont de ligging van Saint-Pierre-sur-Dives met de belangrijkste infrastructuur en aangrenzende gemeenten.

## Verkeer
In de gemeente ligt de spoorweghalte Saint-Pierre-sur-Dives.

## Bezienswaardigheden

### Abdij

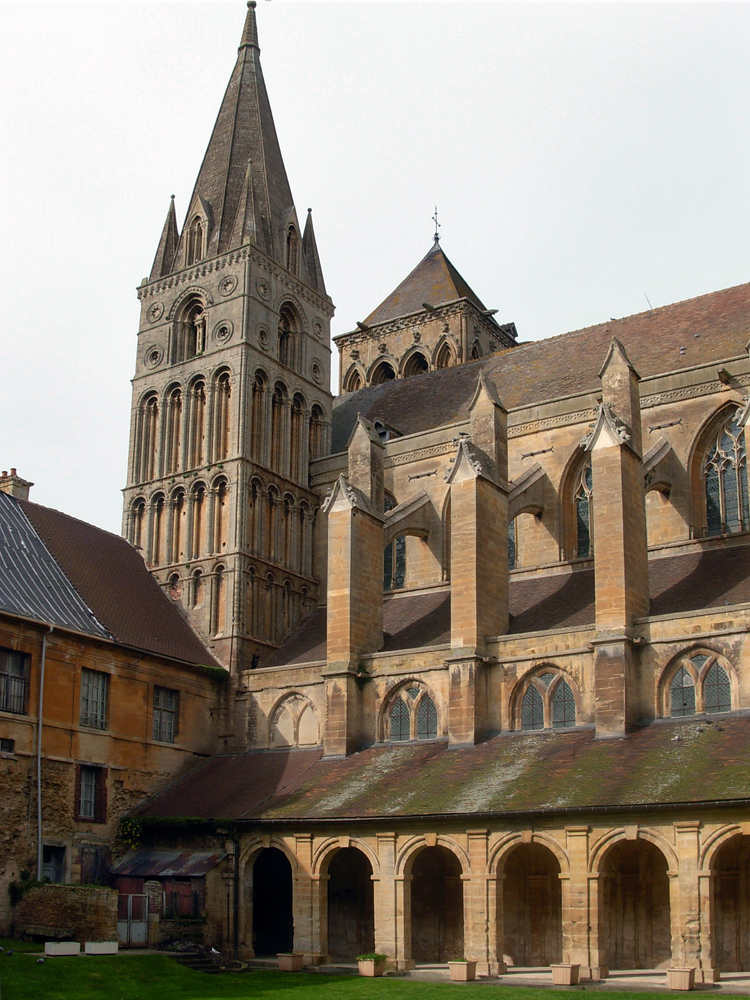
Abdijkerk

De kerk van Saint-Pierre-sur-Dives hoorde bij een benedictijnenabdij. De kerk dateert uit de 12e tot de 15e eeuw en werd in de 16e en 17e eeuw gerestaureerd en verbouwd. Ze vervangt een eerdere abdijkerk; de abdij werd in 1012 gesticht door gravin Lesceline, een tante van Willem de Veroveraar. Zij ligt begraven in het koor van de kerk.
De façade heeft twee torens: de romaanse tour Saint Michel uit de 12e eeuw en de gotische noordtoren uit de 13e eeuw. De vieringtoren is ook uit de 13e eeuw, maar werd verschillende keren verbouwd. In het koor bevindt zich een 17e-eeuws houten altaar. In de vloer loopt, schuin door het schip, een lijn, de 'nulmeridiaan'; deze lijn is ook onderdeel van een gnomon met de dierenriem.
De abdijgebouwen zijn gerestaureerd en herbergen onder meer de openbare bibliotheek en het toeristenbureau.

### Markthal

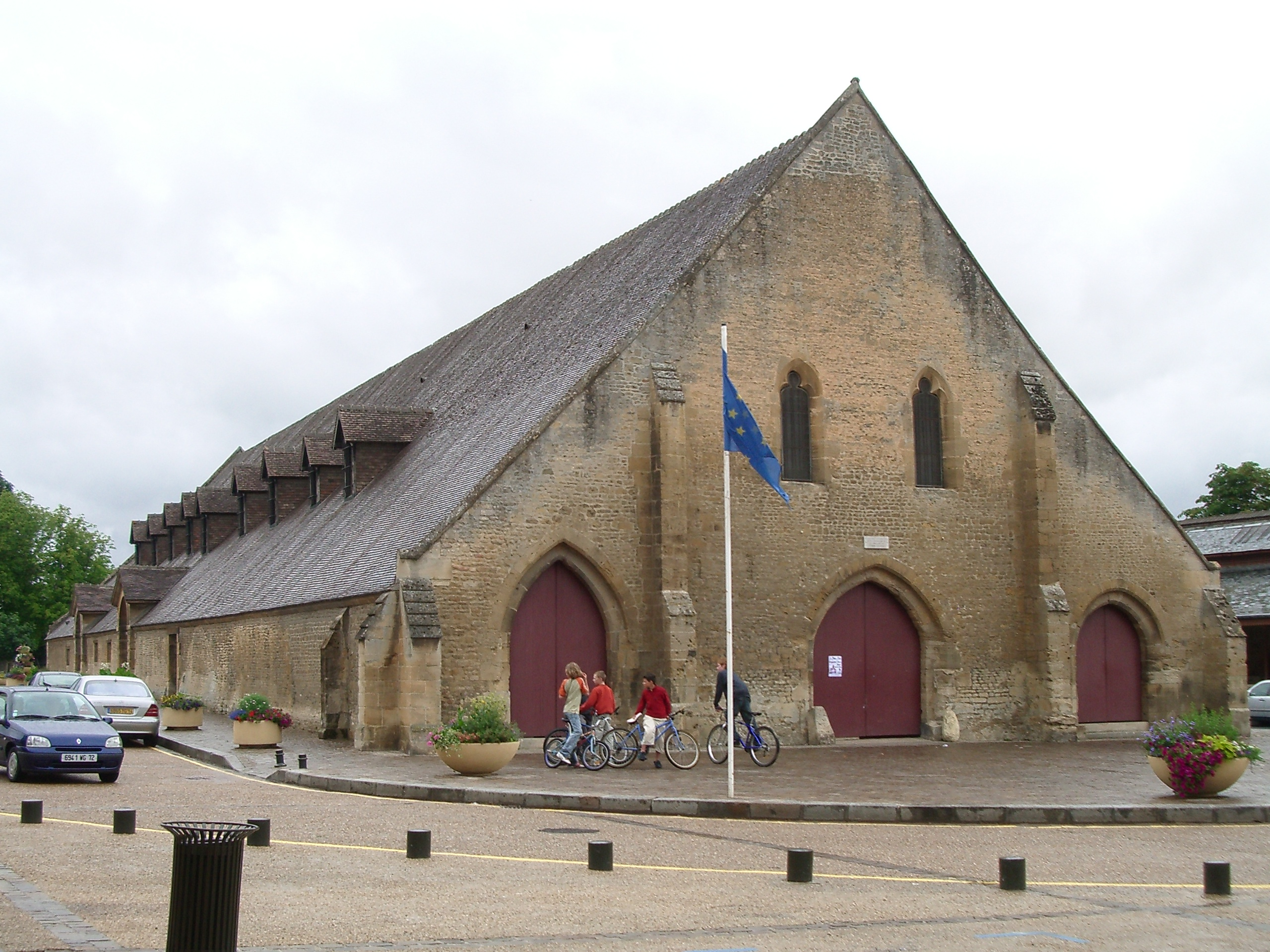
Markthal

De markthal werd gebouwd in de 11e eeuw en vergroot in de 16e eeuw. In 1944 brandde de markthal af, maar zij werd daarna gereconstrueerd. De dakstoel is van eikenhout. In en rondom de markthal wordt nog wekelijks markt gehouden.

### Carel
In het gehucht Carel, dat tot 1845 een zelfstandige gemeente was, bevindt zich het château de Carel uit het eind van de 17e eeuw. Bij het kasteel hoort een 16e-eeuwse achthoekige duiventoren.

## Demografie
Onderstaande figuur toont het verloop van het inwonertal (bron: INSEE-tellingen).
Vanwege een beveiligingsprobleem met de MediaWiki Graph-software is het momenteel niet mogelijk deze grafiek weer te geven. Zodra de software is bijgewerkt zal de grafiek vanzelf weer zichtbaar worden.

## Geboren
- Paul Ourselin (13 april 1994), wielrenner

Lijst van Franse gemeenten · Arrondissement Lisieux · Calvados · Normandië